# Токарчук, Антоний
Антоний Юстин Токарчук (пол. Antoni Justyn Tokarczuk; 14 апреля 1951, Нова-Весь-Лемборска) — польский профсоюзный деятель и политик, активист движения Солидарность, заместитель председателя Быдгощского профцентра, секретарь Всепольской комиссии профсоюза. Участник Быдгощского столкновения в противоборстве с ПОРП. В начале 1980-х близкий соратник Яна Рулевского и Леха Валенсы. Был интернирован во время военного положения. В Третьей Речи Посполитой — организатор правоконсервативных партий, депутат сейма, сенатор, Быдгощский воевода, министр окружающей среды в правительстве Ежи Бузека. Известен также как деятель организаций местного и экономического самоуправления.

## Заводской социолог
Родился в крестьянской семье из Лемборкского повята (тогда Гданьское, ныне Поморское воеводство). Среда детства и юности отличалась глубокой католической религиозностью и польским патриотизмом. Дядей Антония Токарчука был епископ Пшемысля Игнацы Токарчук. Под его влиянием Антоний проникся католической социальной доктриной и заинтересовался общественными науками. В 23-летнем возрасте женился, в браке имеет ребёнка.
Окончил философский факультет Люблинского католического университета. Поступил работать социологом на электромеханический завод в Понятове (администрация относилась к нему с подозрением). Будучи страстным велосипедистом, перебрался в Быдгощ и поступил на велосипедный завод Romet. Состоял в Польском социологическом обществе.
Убеждённый антикоммунист Токарчук был противником правящей компартии ПОРП и государственного строя ПНР. Однако до 1980 он не занимался конкретной оппозиционной деятельностью, не имел связей с диссидентскими организациями.

## Активист «Солидарности»

### В профцентре
В августе 1980 Антоний Токарчук активно присоединился к забастовочному движению. Участвовал в создании быдгощского Межзаводского забастовочного комитета и Быдгощского профцентра Солидарности. Баллотировался в председатели профцентра. Был заместителем председателя профцентра Яна Рулевского.
Курировал в профсоюзе пропаганду и агитацию (успехи на этом направлении с некоторой завистью констатировал вице-премьер ПНР Мечислав Раковский). Редактировал независимый журнал Свободные союзы.
19 марта 1981 Антоний Токарчук был важной фигурой Быдгощского конфликта активистов «Солидарности» с милицией, госбезопасностью и ЗОМО на заседании Быдгощского воеводского совета. Находился в зале, где произошло избиение профсоюзной делегации, обвинял представителей власти в обмане и манипуляциях, участвовал в физическом столкновении. Эти события привели к беспрецедентно массовой забастовке, одним из организаторов которой в Быдгоще выступал Токарчук.
Характеризуя условия профсоюзной работы того периода, Токарчук говорил, что выход лицом к лицу с ЗОМО означал «взгляд в глаза смерти». В то же время, он отмечал, что это не шло ни в какое сравнение с борьбой поляков против Сталина или Гитлера.
К концу 1981 Антоний Токарчук являлся близким соратником председателя «Солидарности» Леха Валенсы, секретарём всепольской комиссии профсоюза. Организовывал заседание 11—12 декабря 1981, где принималась резолюция о всеобщей забастовке.

### В подполье
В ночь на 13 декабря 1981 власти ввели в Польше военное положение. Антоний Токарчук был интернирован в Гданьске. Год находился в специальном лагере. Подвергался имитации расстрела. Персонально упоминался генералом Ярузельским в перечне «экстремистов». Освобождён 22 декабря 1982.
Пять лет Антоний Токарчук был безработным, зарабатывал выращиванием клубники. Работал также переплётчиком изданий костёла. Находился под наблюдением госбезопасности, неоднократно задерживался милицией. Участвовал в деятельности подпольных структур «Солидарности», отвечал за связь быдгощского подполья с гданьским. Состоял в комитете помощи политзаключённым и их семьям, организовал в Быдгоще «свободный университет».
С 1987 Токарчук участвовал в воссоздании «Солидарности» под председательством Валенсы, вновь состоял в руководстве воеводского профцентра. Стал активистом новой забастовочной волны 1988. Состоял в делегации «Солидарности» на Круглом столе 1989 (работал в группе по реформам сельского хозяйства). Впоследствии отмечал, что «команды Куроня—Михника и Ярузельского—Кищака, при всех принципиальных различиях, имели общие черты и решали одну задачу — недопущение прямой демократии». Был организатором Гражданского комитета «Солидарности» и его предвыборной кампании в Быдгоще.

## Политик, депутат, воевода
На «полусвободных выборах» 4 июня 1989 «Солидарность» одержала фактическую победу. Антоний Токарчук был избран в сенат Польши от Быдгоща, причём с большим отрывом победил бывшего первого секретаря Быдгощского воеводского комитета ПОРП Генрика Беднарского. Избравшись в сенат, оставил профсоюзную деятельность, поскольку считал невозможным совмещать общегосударственную политику с отстаиванием групповых интересов.
В мае 1990 Антоний Токарчук стал соучредителем правой христианско-демократической партии Соглашение центра (PC), созданной братьями Качиньскими, которые в то время поддерживали Леха Валенсу. На парламентских выборах 1991 был избран депутатом сейма. На выборах в 1997 и в 2001 поддерживал Избирательную Акцию Солидарность (AWS). В 1999 короткое время являлся председателем PС и Консервативно-народной партии, но был исключён из-за не принятого большинством руководства участия в Соглашение польских христианских демократов (среди политических союзников Токарчука в этом проекте был Мечислав Гиль).
В 1990, при правительстве Тадеуша Мазовецкого, Антоний Токарчук был назначен Быдгощским воеводой (главой администрации). На этом посту уделял основное внимание развитию сельского хозяйства в регионе, налаживанию экономических связей со странами Скандинавии и борьбе против «мафии ПОРП», конкретно захватившей рынок алкоголя. Занимал этот пост при правительствах Яна Кшиштофа Белецкого, Яна Ольшевского, Вальдемара Павляка. Был отстранён от должности премьер-министром Ханной Сухоцкой как представитель оппозиционной PC в ходе её борьбы с Ярославом Качиньским.
18 октября 1999, после победы AWS на выборах 1997, Антоний Токарчук был назначен министром окружающей среды в правительстве Ежи Бузека. Занимал этот пост два года, до 18 октября 2001.
Впоследствии Антоний Токарчук говорил, что при смене власти «Солидарность» проявила избыточную мягкость к ПОРП, позволив бывшей коммунистической номенклатуре сохранить значительные активы в собственности и позиции во власти. Другой ошибкой он считал уступки социальным требованиям начала 1990-х за счёт инфраструктуры и инвестиций в развитие. С другой стороны, он высоко оценил внимание того времени к символическим актам — польскому орлу, героизации польско-большевистской войны, осуждению вторжения в Чехословакию. Во время событий 1991 он посетил Вильнюс, выражая солидарность с литовцами.

## Общественный деятель
После ухода из правительства Антоний Токарчук решил переключиться с политической деятельности на общественную. В 2003 он был президентом быдгощского футбольного клуба Polonia Bydgoszcz. В 2004—2011 был директором хозяйственной палаты Wodociągi Polskie — саморегулируемую организацию польских предприятий водоснабжения и канализации. Ушёл с этого поста из-за конфликта с президентом палаты Станиславом Джевецким. С 2012 возглавляет в Быдгоще Воеводский центр дорожного движения — орган местного самоуправления, занятый повышением безопасности на дорогах.
В марте 2011 две женщины обвинили Токарчука (одна из которых была сотрудницей Wodociągi Polskie) в харрасменте и домогательствах. Прокурорское расследование длилось пять месяцев. Обвинительницы запутались в показаниях, на что Токарчук, всё категорически отрицавший, с иронией указывал следствию. Обвинение было снято, дело закрыто.
В 2017 Антоний Токарчук издал книгу Mój czas. Flirty z historią — Моё время. Заигрывания с историей. Автор изложил свой взгляд на историю «Солидарности» и быдгощские события начала 1980-х. С комментарием через свою сенаторскую канцелярию выступил Ян Рулевский (с которым у Токарчука сложились за десятилетия довольно сложные отношения). Рулевский высоко оценил художественные и публицистические достоинства книги, но отметил, что автор «представляет себя ангелом добра, а почти всех демонами зла». Однако в воспоминаниях о Быдгощском марте Рулевский и Токарчук выступают вместе. С глубоким уважением Токарчук относится к Валенсе, защищает его от нападок.
28 августа 2020 Антоний Токарчук принял участие в быдгощских юбилейных торжествах в связи с 40-летием «Солидарности». Августовские события 1980 года он характеризовал как «чистый бунт без всякого расчёта, бунт гнева и ненависти к системе, поработившей людей, бунт против лицемерия, бунт, показавший властям: мы не сдадимся, мы уважаем себя, мы будем иметь настоящие профсоюзы и жить в свободной стране».